# Mailwar, Sedam
Mailwar là một làng thuộc tehsil Sedam, huyện Gulbarga, bang Karnataka, Ấn Độ.